# Eurypteryx
Genre
Eurypteryx est un genre de papillons de la famille des Sphingidae, de la sous-famille des Macroglossinae, de la tribu des Macroglossini et de la sous-tribu des Macroglossina.

## Systématique
- Le genre Eurypteryx  a été décrit par l'entomologiste autrichien Cajetan von Felder en 1874.
- L'espèce type pour le genre est Eurypteryx molucca Felder, 1874.

### Synonymie
- Indiana Tutt, 1903

## Taxinomie
Liste des espèces
- Eurypteryx alleni Hogenes & Treadaway, 1993
- Eurypteryx bhaga (Moore, 1866)
- Eurypteryx dianae Brechlin, 2006
- Eurypteryx falcata Gehlen, 1922
- Eurypteryx geoffreyi Cadiou & Kitching, 1990
- Eurypteryx molucca Felder, 1874
- Eurypteryx obtruncata Rothschild & Jordan, 1903
- Eurypteryx shelfordi Rothschild & Jordan, 1903

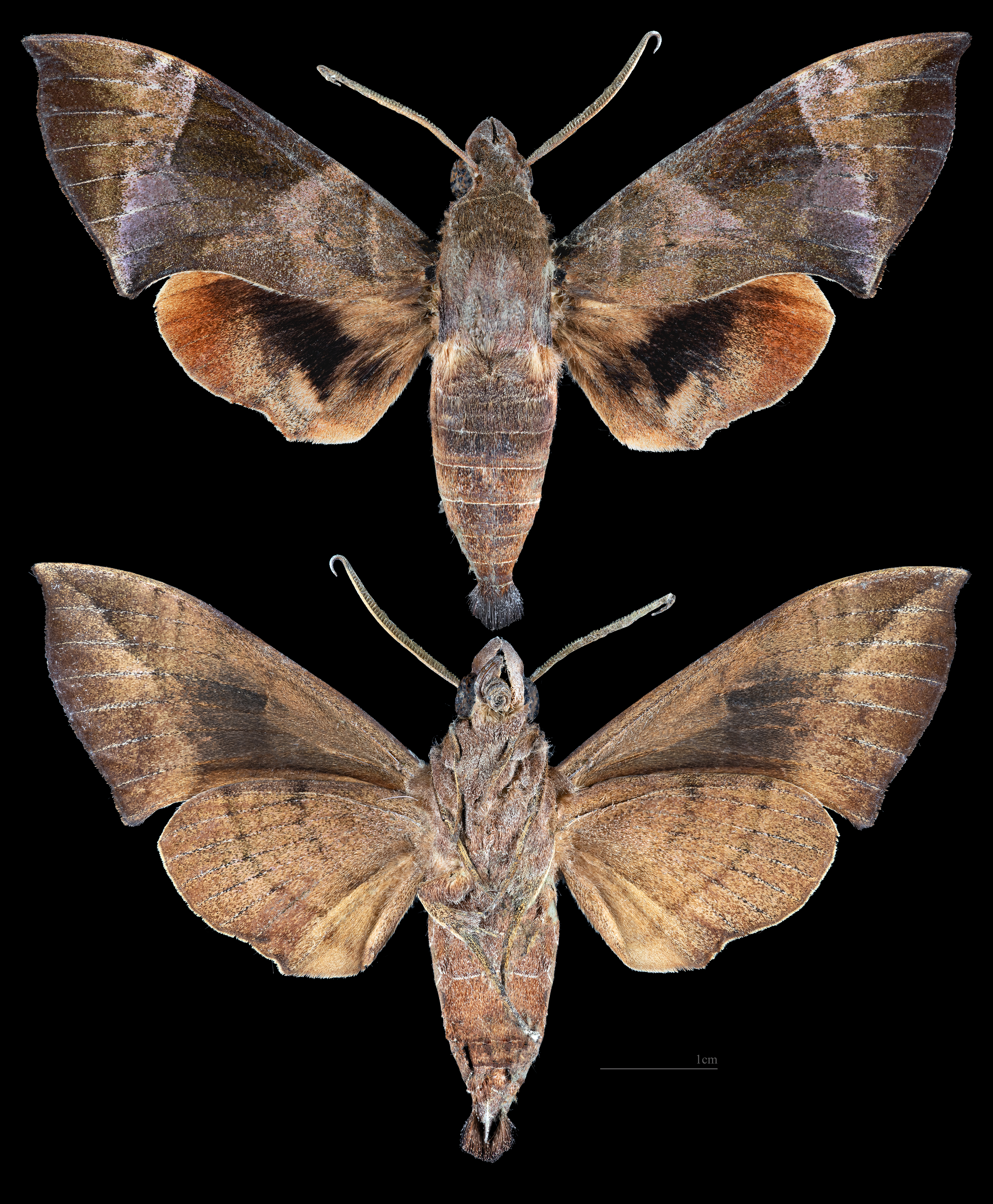
Eurypteryx alleni
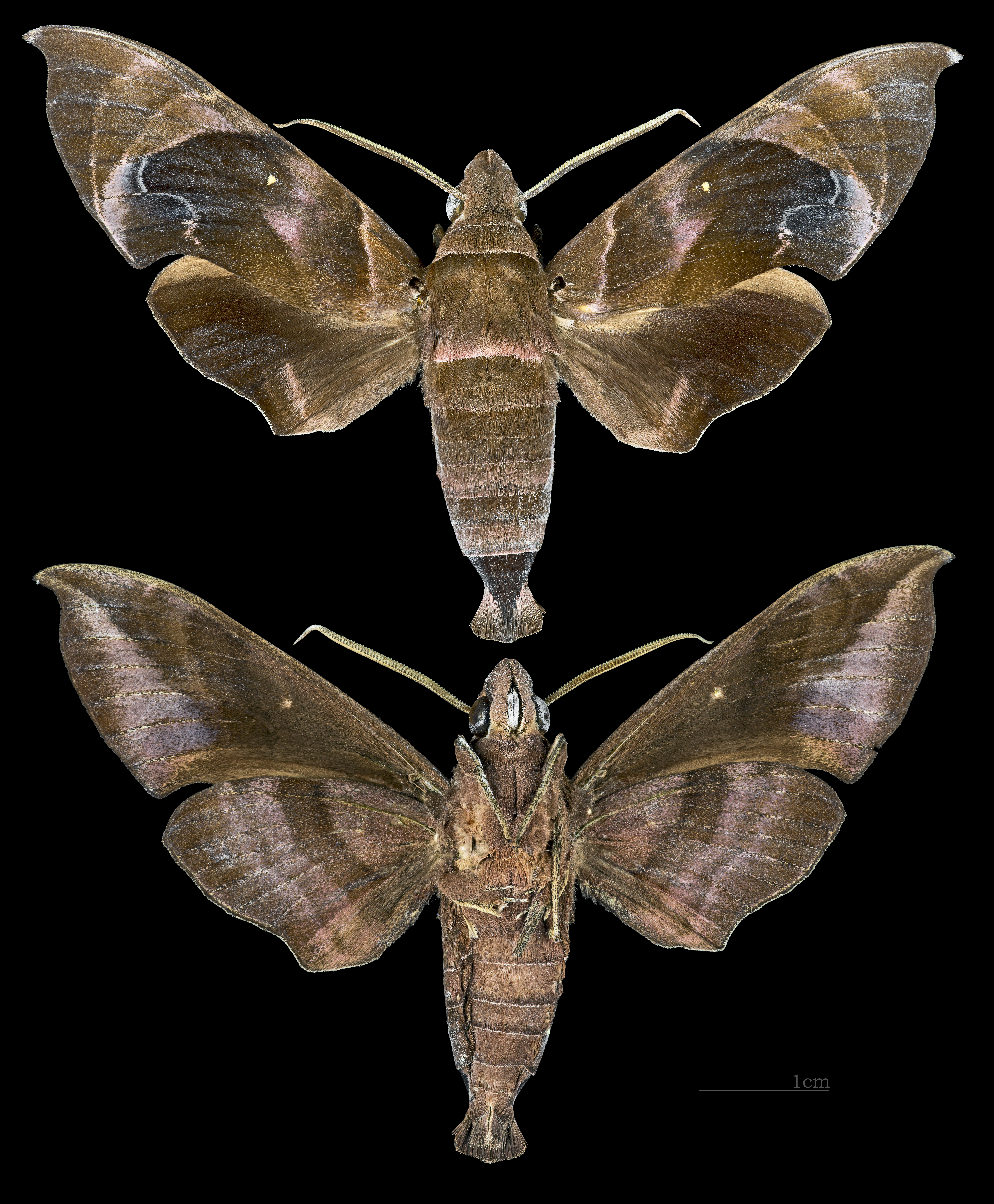
Eurypteryx bhaga
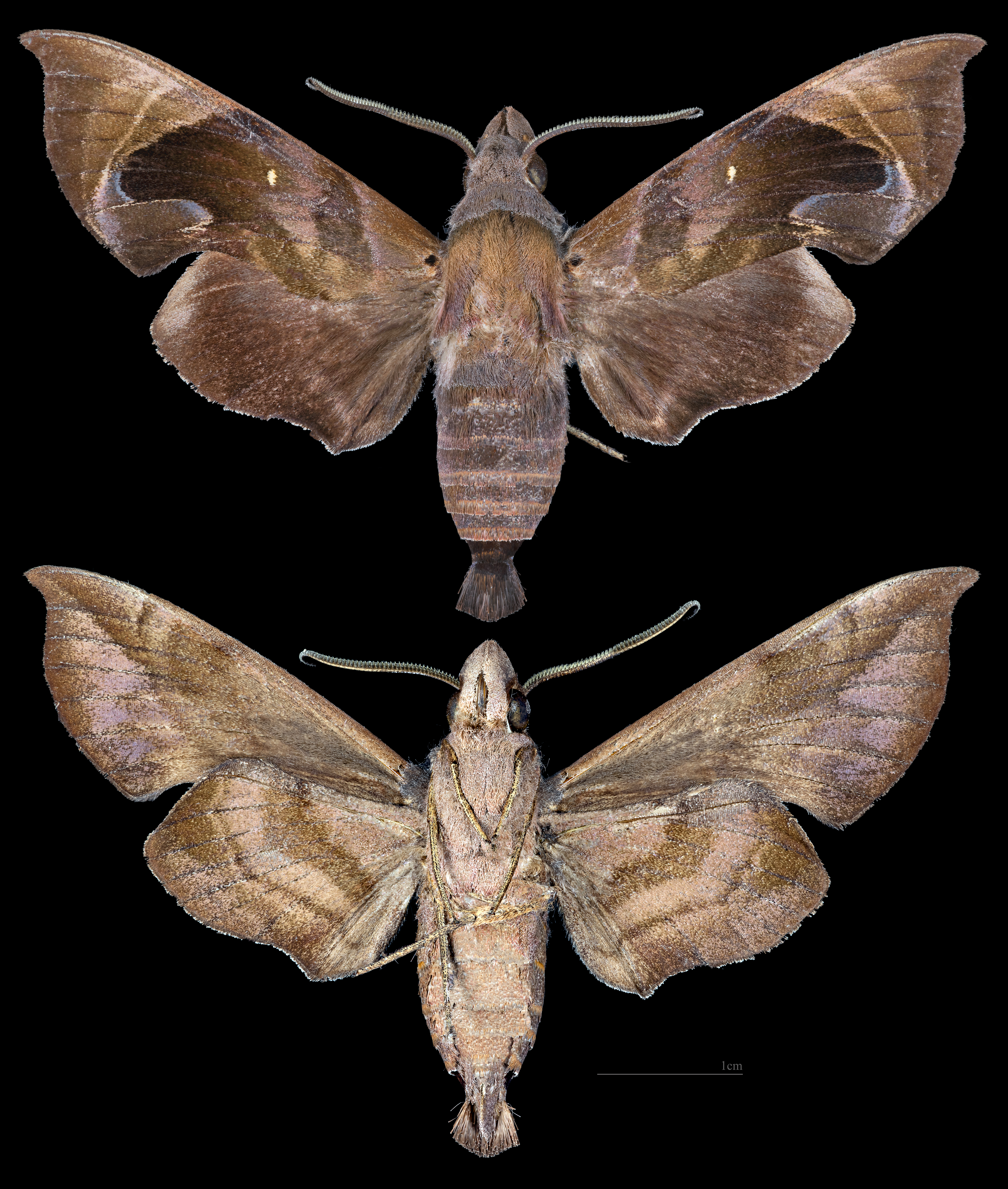
Eurypteryx obtruncata